# Chavo Guerrero jr.
Salvador (Chavo) Guerrero IV (El Paso, 20 oktober 1970), beter bekend als Chavo Guerrero (Jr.), is een Amerikaans professioneel worstelaar, die bekend was in de World Wrestling Entertainment (WWE). WWE kondigde via de website aan dat zijn WWE-contract verliep op 25 juni 2011.
Guererro Jr. is de derde generatie van de familie Guererro die worstelt in de WWE. Guerrero Jr. is de kleinzoon van Gory Guerrero, de zoon van Chavo Guerrero sr. en neven van Eddie Guerrero, Héctor Guerrero, Mando Guerrero en Enrique Llanes.

## In worstelen
- Finishers
  - Als Chavo Guerrero
    - Brainbuster – 2000–2002
    - Frog Splash – geadopteerd van zijn oom Eddie Guerrero
    - Gory Bomb
    - Tornado DDT
    - Tree Amigos

- Signature moves
  - Frog splash
  - Gory Bomb
  - Tornado DDT
  - Death Valley driver
  - European uppercut
  - Gory special
  - Plancha
  - Rolling wheel kick
  - Roll-through into a single leg Boston crab
  - Sitout side powerslam
  - Spinning tilt-a-whirl headscissors takedown
  - Standing or a running dropkick
  - Tilt-a-whirl backbreaker

- Managers
  - Major Gunns
  - Chavo Classic
  - Nick Nemeth
  - Vickie Guerrero
  - Bam Neely

- Bijnamen
  - The Mexican Warrior
  - Chavito

## Prestaties
- Total Nonstop Action Wrestling
  - TNA World Tag Team Championship (2 keer; met Shawn Hernandez)

- World Championship Wrestling
  - WCW Cruiserweight Championship (2 keer)
  - WCW World Tag Team Championship (1 keer met Corporal Cajun)

- World Wrestling Entertainment
  - ECW Championship (1 keer)
  - WWE Cruiserweight Championship (4 keer)
  - WWE Tag Team Championship (2 keer met Eddie Guerrero)

- Wrestling Observer Newsletter awards
  - Tag Team van het jaar (1 keer met Eddie Guerrero in 2000)
  - Worst Feud of the Year (2009) vs. Hornswoggle